# VII конференция РСДРП(б)
VII (Апрельская) Всероссийская конференция Росси́йской социа́л-демократи́ческой рабо́чей па́ртии (большевико́в) — первая легальная конференция большевистской партии: состоялась в Петрограде 24—29 апреля (7—12 мая) 1917. Присутствовало 133 делегата с решающим и 18 с совещательным голосом, представлявших 79204 члена партии от 78 партийных организаций. Накануне конференции прошла внутрипартийная дискуссия по Апрельским тезисам В. И. Ленина, наметившим курс партии на социалистическую революцию.

## Порядок дня
- Текущий момент (война и Временное правительство и пр.) (докладчики В. И. Ленин, Л. Б. Каменев);
- Мирная конференция (В. П. Ногин);
- Отношение к Советам рабочих и солдатских депутатов (В. П. Ногин);
- Пересмотр партийной программы (В. И. Ленин, Г. Я. Сокольников);
- Положение в Интернационале и наши задачи (Г. Е. Зиновьев);
- Объединение социал-демократических интернационалистских организаций (Г. Е. Зиновьев);
- Аграрный вопрос (В. И. Ленин);
- Национальный вопрос (И. В. Сталин, Г. Л. Пятаков);
- Учредительное собрание;
- Организационный вопрос;
- Доклады по с мест;
- Выборы ЦК.

## Делегаты
- Список делегатов VII Всероссийской и Петроградской конференций РСДРП(б)

## Работа конференции и её итоги
Работой конференции руководил Ленин, который выступал с докладами, более 20 раз в прениях, написал почти все проекты резолюций.
В докладе о текущем моменте Ленин всесторонне обосновал политический курс партии на подготовку и проведение социалистической революции. С содокладом выступил Л. Б. Каменев, в частности, высказавший сомнение в готовности страны к социалистической революции. Его поддержал А. И. Рыков. Конференция поддержала итоговую резолюцию, предложенную Лениным. В ней указывалось, что пролетариат России должен возглавить революцию и разъяснить народу неотложность решения ряда вопросов: национализация земли, установление государственного контроля за всеми банками с объединением их в единый центральный банк, установление контроля за страховыми учреждениями и крупнейшими синдикатами капиталистов. Конференция заявила, что эти меры, а также всеобщую трудовую повинность могли бы осуществить Советы, как только они станут органами всенародной власти.
Резолюция конференции «О Советах рабочих и солдатских депутатов» обосновала лозунг «Вся власть Советам!» и задачу партии по укреплению и расширению влияния в них. В условиях образовавшегося в стране двоевластия конференция выдвинула курс на мирное развитие революции, на завоевание власти Советами как в центре, так и на местах.
В резолюции «Об отношении к Временному правительству» отмечалось, что должна быть проведена длительная работа по прояснению классового сознания и сплочению пролетариев города и деревни, необходимы разрыв с политикой доверия к Временному правительству, организация и вооружение пролетариата, укрепление его связи с армией как важнейшее условие обеспечения мирного перехода власти к Советам.
В резолюции «О войне» конференция подчеркнула, что кончить империалистическую войну можно только путём перехода государственной власти к Советам, которые возьмут дело заключения мира в свои руки, что партия большевиков не поддерживает ни войну, носящую империалистический характер, ни Временное буржуазное правительство, проводившее прежнюю политику царизма. Конференция отмежевалась от так называемого революционного оборончества, определив его как одну из главных преград на пути к быстрому окончанию войны.
В докладе по аграрному вопросу были обоснованы требования конфискации помещичьих земель и национализации всей земли. Осуществление этих мер, по мнению партии, не только ликвидировало бы класс помещиков, но и нанесло бы удар по буржуазии, поскольку большая часть помещичьих земель была заложена в банках. Партия советовала крестьянам немедленно и организованно брать землю, не дожидаясь Учредительного собрания, вопреки внушениям эсеров и меньшевиков.
Доклад и резолюция конференции по национальному вопросу закрепляли и развивали программные требования партии о полном равноправии всех наций и языков. Содокладчиком выступил Г. Л. Пятаков, предложивший вести борьбу за социализм под лозунгом «Прочь границы!» Ф. Э. Дзержинский и Ф. И. Махарадзе считали, что требование права наций на самоопределение противоречит интернационализму. Конференция приняла ленинскую резолюцию по национальному вопросу. В ней говорилось, что за всеми нациями, входящими в состав России, должно быть признано право на свободное отделение и образование самостоятельного государства. Одновременно конференция указала, что это право непозволительно смешивать с целесообразностью отделения той или другой нации в тот или иной момент.
Конференция постановила, что объединение с партиями и группами, стоящими на позициях «революционного оборончества», невозможно, подчеркнув необходимость сближения и объединения с группами и течениями, на деле стоящими на почве интернационализма и решительно порывающими с политикой блока с буржуазией.
Конференция приняла резолюцию о пересмотре программы, в которой определялось, в каком направлении нужно разрабатывать программу; поручила ЦК составить проект новой программы и представить его на утверждение партийного съезда.
При принятии решения о «Положении в Интернационале…» делегаты конференции согласились с предложением Зиновьева остаться в Циммервальдском объединении и участвовать в конференции его сторонников. Ленин был среди голосовавших против этого решения.
На конференции тайным голосованием был избран ЦК в составе 9 человек (голосовало 109 делегатов, баллотировалось 26 человек):
В. И. Ленин — 104 голоса
Г. Е. Зиновьев — 101 голос
И. В. Сталин — 97 голосов
Л. Б. Каменев — 95 голосов
В. П. Милютин — 82 голоса
В. П. Ногин — 76 голосов
Я. М. Свердлов — 71 голос
И. Т. Смилга — 53 голоса
Г. Ф. Фёдоров — 48 голосов
и 4 кандидата в члены ЦК:
И. А. Теодорович — 41 голос
А. С. Бубнов — 32 голоса
Н. П. Глебов-Авилов — 18 голосов
А. Г. Правдин — 18 голосов .
Конференция по полноте представительства большевистской фракции РСДРП, по важности решённых ею задач сыграла роль партийного съезда. Она наметила курс большевиков на перерастание буржуазно-демократической революции в социалистическую.
В текстах документов конференции партия большевиков везде и всюду именуется ещё РСДРП, однако в изданных в советское время протоколах конференции, заголовках партийных документов, партию называют исключительно РСДРП(б), хотя название партии было изменено лишь 8 марта 1918 года на VII съезде.